# Lincoln (Iowa)
Pour les articles homonymes, voir Lincoln.
Lincoln est une ville du comté de Tama, en Iowa, aux États-Unis. Elle est incorporée le 10 septembre 1913.

## Source de la traduction
- (en) Cet article est partiellement ou en totalité issu de l’article de Wikipédia en anglais intitulé « Lincoln, Iowa » (voir la liste des auteurs).